# Ле-Кудре-Сен-Жерме
Ле-Кудре-Сен-Жерме (фр. Le Coudray-Saint-Germer) — поселок на севере Франции, в департаменте Уаза. Находится в регионе О-де-Франс, округ Бове, кантон Гранвилье, в 20 км к западу от Бове и в 4 км от автомагистрали E46.
Население (2018) — 883 человека.

## Достопримечательности
- Церковь Нотр-Дам, построенная в 1215 году, разрушенная в 1400 году и восстановленная в 1502 году. Колокольня XIX века из красного кирпича имеет высоту 230 метров, что делает её одной из самых высоких зданий в департаменте Уаза. Церковь имеет красивый хор XVI века с витражами. Включена в список красивейших церквей Франции

## Экономика
Уровень безработицы (2017) — 19,0 % (Франция в целом — 13,4 %, департамент Уаза — 13,8 %). 

Среднегодовой доход на 1 человека, евро (2018) — 19 810 (Франция в целом — 21 730, департамент Уаза — 22 150).

## Демография
Динамика численности населения, чел.

## Администрация
Администрацию Ле-Кудре-Сен-Жерме с 2020 года возглавляет Жильбер Жерар Бервоэ (Gilbert Gérard Bervoët).

## Ссылки

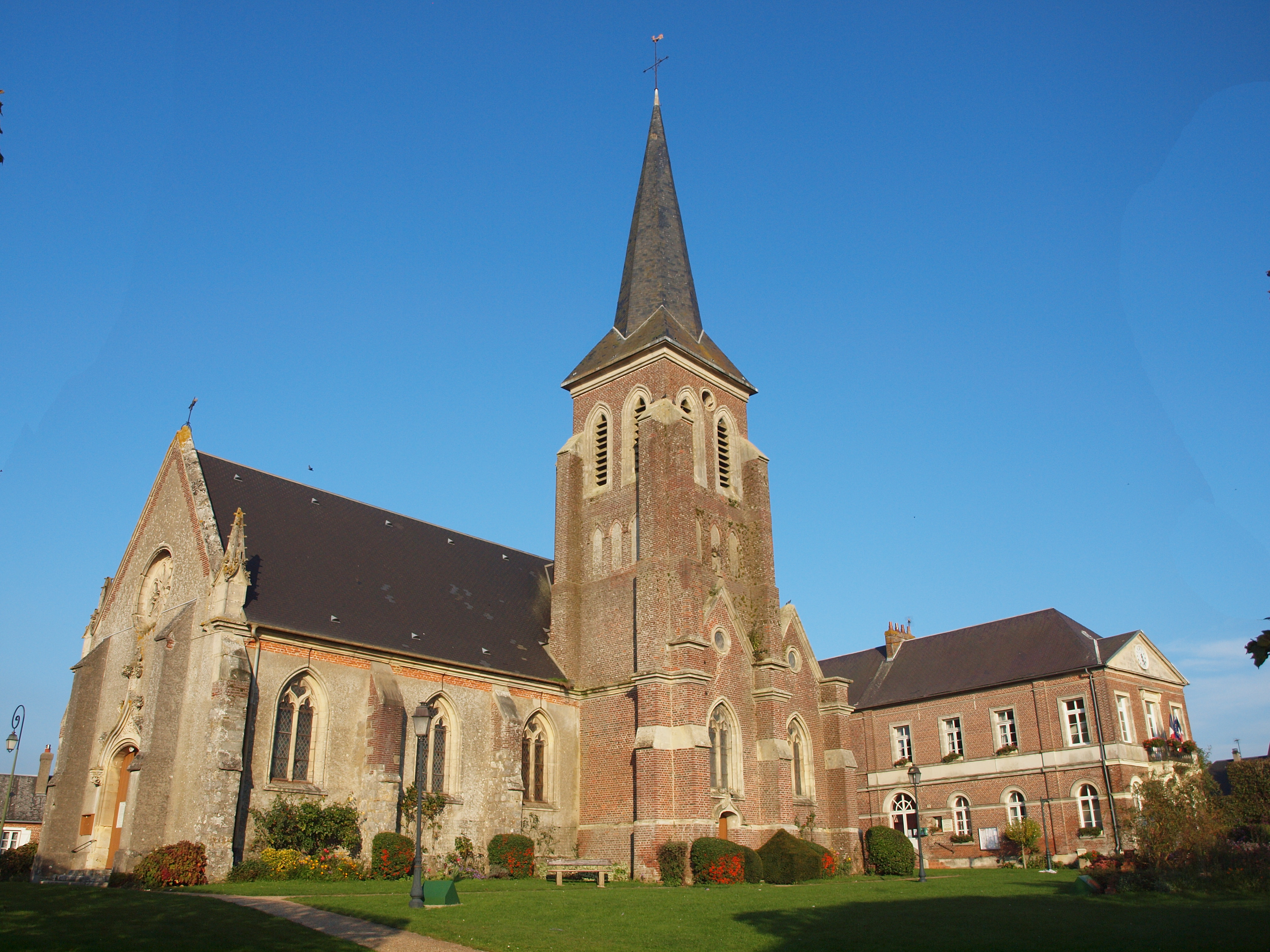
Церковь Нотр-Дам